# Ernst Preczang
Ernst Preczang (Winsen (Luhe), 16 januari 1870 - Sarnen (kanton Obwalden), 22 juli 1949) was een Duits schrijver en uitgever, vooral actief binnen de arbeidersbeweging.

## Biografie
Ernst Karl Preczang werd geboren in het gezin van Franz Karl Preczang, politieman en later werkzaam bij het Pruisische ministerie van oorlog, en Anna Marie Emilie Jarkisch. Na zijn jeugd in Winsen verhuisde hij naar Berlijn. Daar ging hij naar de Volksschule, waarna hij in Buxtehude leerling-boekdrukker werd. Hier al werd hij op jonge leeftijd gegrepen door de wereld van de arbeidersbeweging en de sociaaldemocratie. Hij volgde cursussen en bezocht toneelvoorstellingen. In 1888 keerde hij terug naar Berlijn. Hij werkte er als zetter, maar had ook te maken met werkloosheid en armoede. Vanaf 1890 was Preczang actief vakbondslid en lid van de SPD. Zijn eerste gedichten ontstonden in deze periode, terwijl hij daarnaast artikelen voor partij en vakbond schreef. Met het stuk Sein Jubiläum debuteerde hij in 1896 als socialistisch toneelschrijver. Hij had zoveel succes met zijn geschriften, dat hij vanaf 1900 van zijn pen kon leven.
In 1901 trouwde hij met de drie jaar jongere Ella Maria Luise Kascheike. Het huwelijk eindigde in 1913 in een scheiding. Later kreeg hij een relatie met Emmy Thiede (1878–1949) die aanvankelijk werkzaam was bij uitgeverij Vorwärts, waar een deel van Preczangs werk verscheen.
Van 1904-1919 was Preczang redacteur van het tijdschrift In freien Stunden en in 1924 nam hij, samen met onder meer Bruno Dreßler, voorzitter van de drukkersvakbond, het initiatief voor Büchergilde Gutenberg, een uitgeverij die goede en betaalbare boeken voor de Duitse arbeiders beschikbaar wilde maken. De uitgeverij werkte met leden, die tegen een speciaal tarief boeken konden aanschaffen. Binnen een halfjaar waren er al 5000 leden en in 1931 85.000 alleen al in Duitsland. Er waren toen ook afdelingen in Oostenrijk, Tsjecho-Slowakije en Zwitserland. Preczang had de dagelijkse leiding over de afdeling literatuur. Hij publiceerde zelf bij het Büchergilde, dat verder boeken van onder meer Mark Twain, Jack London, Oskar Maria Graf en de door Preczang ontdekte B. Traven uitgaf.
In 1933, nadat Hitler aan de macht was gekomen, werd het gilde gelijkgeschakeld en door de nazi's overgenomen. Preczangs werk werd verboden en belandde in mei van dat jaar op de brandstapel tijdens de beruchte boekverbrandingen.
Preczang wachtte de ontwikkelingen niet af en vluchtte samen met zijn levensgezellin naar Zwitserland. Hier werkte hij mee aan de Zwitserse afdeling van het Büchergilde, terwijl daarnaast nieuw werk van hem bleef verschijnen. Na de Tweede Wereldoorlog keerde de schrijver niet terug naar zijn vaderland.

## Schrijver
Preczang debuteerde met gedichten, die sterk geïnspireerd waren door de arbeidersbeweging. Ook zijn eerste proza was duidelijk gelieerd aan de sociale vraagstukken van zijn tijd. Hij publiceerde ook onder de pseudoniemen Pan en Peter Labor.
Zijn debuut als toneelschrijver zorgde voor een snel toenemende bekendheid. Net als in Nederland was het ook in Duitsland gebruikelijk binnen de socialistische beweging om politieke of vakbondsavonden te besluiten met toneeluitvoeringen. Daarnaast waren er talrijke amateur-arbeiderstoneelverenigingen, die passend repertoire zochten. Zo werd Preczang in de periode 1900-1933 een van de meest gespeelde auteurs in de Duitstalige wereld. Bekend werden onder meer Töchter der Arbeit (1898) en Im Hinterhaus (1903), dat in 1919 door Inte Onsman werd vertaald en bewerkt onder de titel Getrapten en sindsdien in Nederland een aantal opvoeringen beleefde. 
Na de publicatie van Die Glücksbude (1909) verscheen steeds meer proza van zijn hand. Veel succes oogstte hij met de romans Zum Lande der Gerechten (1928) en Ursula (1931). 
In het jaar van zijn overlijden verscheen nog de roman Severin der Wanderer, maar de belangstelling voor Preczangs werk was toen in Duitsland beperkt, na alle gebeurtenissen ten tijde van het nazibewind.

## Werken
Poëzie
- Das Zuchthaus - Lied (1899)
- Lieder eines Arbeitslosen (1901)
- Im Strom der Zeit (1908)
- Röte dich, junger Tag (1927)

Proza
- Die Glücksbude, novelle (1909)
- 66 Prologe für Arbeiterfeste (1911)
- Der Ausweg, novelle (1912)
- In den Tod getrieben, twee novellen (1913)
- Nuckel, das Kapital und anderes (1918)
- Der leuchtende Baum und andere Novellen (1925)
- Im Satansbruch, sprookje (1925)
- Ursula. Geschichte eines kleinen Mädchens. roman (1931).
- Ursel macht Hochzeit, roman (1934)
- Steuermann Padde, roman (1940)
- Severin der Wanderer, roman (1949)

Toneel
- Sein Jubiläum. Ein Bild aus dem Handwerkerleben (eenakter, 1896)
- Töchter der Arbeit (eenakter, 1898)
- Die Wiederkehr Gutenbergs. Ein Bühnenfestspiel in einem Aufzuge. (1899)
- Der verlorene Sohn eenakter, 1900)
- Im Hinterhause, drama in vier bedrijven (1903)
- Der Teufel in der Wahlurne (eenakter, 1909)
- Die Polizei als Ehestifterin (eenakter, 1909)
- Gabriello der Fischer, blijspel in vier bedrijven (1910)
- Wachtmeister Pieper, drama in drie bedrijven (1927)